# Una història de dues ciutats
Una història de dues ciutats és una novel·la de l'escriptor britànic Charles Dickens publicada el 1859. Aquesta novel·la és particularment diferent de les altres que va escriure, les quals es basen majoritàriament en històries protagonitzades per nens o adolescents i mostren una intenció de denúncia de la societat britànica de l'època. En aquesta novel·la històrica es narra la vida al segle xviii, en l'època de la Revolució Francesa.
La història es desenvolupa en dos països, Anglaterra i França, i en les ciutats de Londres i París, respectivament, en l'època dels albors de la Revolució Francesa. La primera ciutat simbolitzaria d'alguna manera la pau i la tranquil·litat, la vida senzilla i ordenada; mentre la segona representaria l'agitació, el desafiament i el caos, el conflicte entre dos mons en una època en la qual s'anuncien dràstics canvis socials.
És la novel·la més venuda de tots els temps, amb uns 200 milions d'exemplars, després d'El Quixot. Ha estat traduïda al català per Jordi Arbonès i Montull (Edhasa, 1991; L'Avenç, 2015) i Núria Sales i Folch (Club Editor, 2020)

## Sinopsi
«Era el millor dels temps, i era el pitjor; era l'edat de la saviesa i la de la ximpleria; era l'època de la fe i l'època de la incredulitat; l'estació de la Llum i la de les Tenebres; era la primavera de l'esperança i l'hivern de la desesperació; tot se'ns oferia com a nostre i no teníem absolutament res; anàvem tots directament al Cel, tots ens precipitàvem cap a la direcció contrària.» Amb aquesta famosa frase comença Una història de dues ciutats. Inspirada en una obra de teatre coetània, on un home sacrifica la seva vida per tal que el seu rival pugui tenir la dona que tots dos estimen, el triangle amorós esdevé la base per a les complexes relacions entre els personatges que protagonitzen la novel·la, Charles Darnay, Lucie Manette i Sydney Carton. Dickens hi aborda, a més, els temes de la redempció i la resurrecció, de l'amor i la violència, que transposa al moment històric de la Revolució Francesa, vista des de les dues ciutats del títol, Londres i París.

## Adaptacions cinematogràfiques
- A Tale of Two Cities, una pel·lícula muda de 1911.
- A Tale of Two Cities, una pel·lícula muda de 1917.
- A Tale of Two Cities, una pel·lícula muda de 1922.
- The Only Way, una pel·lícula muda britànica de 1927 dirigida per Herbert Wilcox.
- A Tale of Two Cities, una pel·lícula en blanc i negre de 1935 de Metro-Goldwyn-Mayer protagonitzada per Ronald Colman, Elizabeth Allan, Reginald Owen, Basil Rathbone i Edna May Oliver. Nominada a l'Oscar a la millor pel·lícula.
- Una història de dues ciutats, una versió de 1958, protagonitzada per Dirk Bogarde, Dorothy Tutin, Christopher Lee, Leo McKern i Donald Pleasence.
- A Tale of Two Cities, una versió de 1980 version per a televisió, protagonitzada per Chris Sarandon, Peter Cushing, Alice Krige i Billie Whitelaw.

## Adaptacions teatrals
- Two Cities - musical de 2006 amb llibret de Howard Goodall i Joanna Read, i música i lletres de Howard Goodall
- A Tale of Two Cities (musical) - musical de 2007 amb llibret, música i lletres de Jill Santoriello